# Ganbatyn Boldbátar
Ganbatyn Boldbátar (* 3. leden 1987) je mongolský zápasník-judista.

## Sportovní kariéra
Připravuje se v Ulánbátaru. V mongolské seniorské reprezentaci se pohybuje od roku 2006 v superlehké váze do 60 kg. V roce 2012 se kvalifikoval na olympijské hry v Londýně, ale nominaci prohrál s krajanem Amartüvšinem. V roce 2016 se jako mistr světa z roku 2014 kvalifikoval na olympijské hry v Riu, ale při mongolské nominaci dostal překvapivě přednost mezinárodně méně zkušený Cogtbátar.
Ganbatyn Boldbátar je pravoruký judista, typický představil mongolského fyzického juda. V zápasech dobře brání a čeká možnost soupeře kontrovat. Jeho osobní technikou je ko-soto-gake.

### Vítězství
- 2010 – 2x světový pohár (Almaty, Čching-tao)
- 2013 – 2x světový pohár (Düsseldorf, Ulánbátar)
- 2014 – 2x světový pohár (Paříž, Ulánbátar)
- 2016 – 1x světový pohár (Baku)
- 2017 – 1x světový pohár (Düsseldorf)

## Výsledky
| Olympijské hry    |     |   | — |     |   |   | — |    |    |    | — |    |  |  |  |  |  |  |  |  |  |
| Mistrovství světa |     | — |   | úč. | — | — |   | 5. | 1. | 5. |   | 3. |  |  |  |  |  |  |  |  |  |
| Asijské hry       | —   |   |   |     | — |   |   |    | 2. |    |   |    |  |  |  |  |  |  |  |  |  |
| Mistrovství Asie  |     | — | — | 1.  |   | — | — | —  |    | —  | — | —  |  |  |  |  |  |  |  |  |  |
| MS juniorů        | úč. |   |   |     |   |   |   |    |    |    |   |    |  |  |  |  |  |  |  |  |  |